# كفر علي شرف الدين
كفر علي شرف الدين إحدى قرى مركز كفر شكر التابع لمحافظة القليوبية بجمهورية مصر العربية.

## السكان
بلغ عدد سكان كفر علي شرف الدين 4,646 نسمة، حسب الإحصاء الرسمي لعام 2006.